# Phoradendron naviculare
Phoradendron naviculare är en sandelträdsväxtart som beskrevs av Kuijt. Phoradendron naviculare ingår i släktet Phoradendron och familjen sandelträdsväxter. Inga underarter finns listade i Catalogue of Life.